# تيموثي ديفيس
تيموثي ديفيس (بالإنجليزية: Timothy Davis)‏ هو محامي وسياسي أمريكي، ولد في 29 مارس 1794 في الولايات المتحدة، وتوفي بنفس المكان في 27 أبريل 1872. حزبياً، نشط في الحزب الجمهوري. انتخب عضو مجلس النواب الأمريكي.